# حبيب جرجس
الأرشدياكون حبيب قزمان منقريوس جرجس (تنيح في 21 آب / أغسطس 1951م) كان في العصر الحديث عميد مدرسة الإسكندرية.وهو سليل عائلة قبطية مشهورة في بلدة ”أولاد إلياس، مركز صدفا، محافظة أسيوط“. ومن أبناء هذه الأسرة الآن آباء كهنة ورهبان وعلماء في القاهرة وبلدة أولاد إلياس وغيرها. الاشيدياكون حبيب جرجس ولد في القاهرة في 1876م.

## الكلية الإكليركية
تم إحياء المدرسة اللاهوتية لمدرسة الإسكندرية المسيحية (الكلية الإكليركية) عام 1893 م. واليوم لديها مبانٍ جامعية في الإسكندرية، والقاهرة، ونيوجيرسي، ولوس أنجلوس، حيث يدرس بها المُرَشَّحون لنوال سِرّ الكهنوت، والرجال والسيدات المؤهلون العديد من العلوم المسيحية كاللاهوت والتاريخ واللغة القبطية والفن القبطي.. بالإضافة إلى الترنيم والأيقنة (صنع الأيقونات) والموسيقى وصنع الأنسجة.

## دور حبيب جرجس
عاش في عصر مظلم، لم يكن فيه وعاظ، ولا أساتذه للاهوت. وحتى الايغومانوس فيلوثاوس إبراهيم الذي كان بقية نور في تلك الأيام، لم تساعده صحته على إكمال رسالته، وانتقل من عالمنا..
وكان حبيب جرجس أول طالب التحق بالاكليريكية الحديثة سنة 1893، ولم يكن بها مدرس للدين.
وفي غيرة عميقة شعر حبيب جرجس أن الاكليريكية هي مسئوليته. فبدأ يدرس زملاءه وهو طالب.
وتخرج ليتولى التدريس في الاكليريكية. وكان يقوم بتدريس اللاهوت والوعظ، ويضع، ويضع الكتب الروحية. ووضع كتاب (اسرار الكنيسة السبعة)، وكتاب (الصخرة الأرثوذكسية)، وكتاب مارمرقس الرسول. وأخذ في اعداد مدرسين للدين.
وكان مبنى الاكليريكية وقتذاك لا يصلح. فشعر حبيب جرجس أنها مسئوليته أن يبنى لها مبنى.
وبكل غيرة، بدأ يدعو لهذا الأمر، ويطوف البلاد يجمع تبرعات، حتى اشترى أرض مهمشة الواسعة وبنى مبنى الدراسة، ومبنى الداخلية، ومبنى معهد العرفاء، واسس المكتبة، وبنى كنيسة العذراء التي كانت كنيسة لطلبة الاكليريكية في أيامه، قبل أن تفتح للشعب..
ولم تكن هناك في تلك الأيام مدارس للتربية الكنسية، فشعر حبيب أنها مسئوليته أن يهتم بإنشاء مدارس الأحد.
وشجع الكثيرين على المساهمة في هذا المجال. وبكل حماس أخذ التعليم الدينى يشق طريقه إلى الأطفال وإلى القرى. وصار هناك آلاف من المدرسين. وكان حبيب جرجس هو نائب رئيس اللجنة العليا لمدارس الأحد. أما رئيساً في أيامه فكان البابا يؤنس التاسع عشر.
ولم تكن هناك مناهج لتعليم الدين في المدارس. فشعر حبيب جرجس أنها مسئوليته الخاصة أن يضع كتباً منهجية لكل مراحل التعليم.
فوضع لذلك سلسلتين إحداهما (المبادئ المسيحية) والثانية (الكنز الأنفس). ولم يترك التعليم الدينى معوزاً شيئاً من المعلومات. بل طبع أيضاً الصور اللازمة. وأصدر مجلة (الكرمة) التي استمرت 17 عاماً كمدرسة متنقلة من بيت إلى بيت، على مستوى رفيع. وهي أول مجلة قدمت لنا ترجمة أقوال الآباء القديسين
كل ذلك لم يكن واجبا ورسمياً ملقى على حبيب جرجس.
بل هي غيرته التي دفعته في كل هذه المجالات. غيرته التي بدأت معه وهو طالب، ثم وهو مدرس، ثم وهو ناظر للاكليريكية منذ سنة 1918.
وبهذه الغيرة استطاع أن يقدم للكنيسة آلافا من الوعاظ ومعلمى الدين، ومئات من الخرجين لسيامتهم كهنة في كافة بلاد القطر.
غيرة حبيب جرجس كانت غيرة تمثل العمل الايجابى في عمقه.
لم يحدث إطلاقاً أنه انتقد أنه انتقد الضعف والضياع الموجودين في عصره. ووإنما كان إن وجد نقصاً، يبحث كيف يعالجه، دون أن يدين أحداً.. لقد كان رجل بناء ماهراً. حفر اساساً ووضع حجرين لبنائين: أحدهما هو الاكليريكية، والثاني هو مدارس الأحد.. وجاهد حتى ارتفع البناءان، وآوى إليهما أولاد الله.
هذه هي غيرة حبيب جرجس، البناءة، العمالة، الإيجابية.
جمع حبيب جرجس الأموال من مصادر كثيرة منها أنه أقنع عجوزا من جيرانه اسمها خرستا جرجس فأوقفت 6 أفدنه للاكليريكيه و 3 أفدنه للجمعية الخيرية، كما قام بشراء اشترى نحو 365 فدانا بالمنيا للاكليريكيه وقام أيضاً بشراء المنازل المحيطة بها حتى أصبحت المساحة 5399 مترا مربعا، وهكذا استطاع البابا كيرلس الخامس أن يبنى ويفتح الاكليريكيه يوم 29 \11\1893 م (وهو في نفس العام الذي رجع من منفاه في دير البراموس) وتقدم حبيب جرجس وطلب أن يكون طالبا في الكلية فوافق البابا، والتحق حبيب جرجس في أول دفعه.
وقد قام الأقباط إنشاءالمدارس القبطية والكلية الاكليريكيه قبل أن تنشأ الحكومة المدارس العامة أو تنشئ أول جامعة أهلية مصرية بخمسه عشر عاما لان أول جامعة أهلية مصرية أنشات عام 1908 م.
أصدر حبيب جرجس مجلة الكرمة.
كما أصدر أكثر من ثلاثين كتابًا في شتى العلوم الدينية: في الروحيات والعقيدة والتاريخ والإصلاح الكنسي، ,أصدر أيضًا كتبًا في الترانيم وفي الشعر.
أهم مؤلَّفات الأرشيدياكون حبيب جرجس:
1 - سر التقوى، 2 - ملخَّص سلم السماء ودرجات الفضائل، 3 - نظرات روحية في الحياة المسيحية، 4 - أسرار الكنيسة السبعة، 5 - 12 كُتُب المبادئ المسيحية الأرثوذكسية (8 أجزاء)، 13 - 15 خلاصة الأصول الإيمانية (3 أجزاء)، 16 - 19 الكن‍ز الأنفس في التاريخ الأقـدس (4 أجزاء)، 20 - مار مرقس الإنجيلي (بالاشتراك مع الأستاذ كامل جرجس)، 21 - عزاء المؤمنين، 22 - أناشيد أرثوذكسية وترانيم عقائدية، 23- ترانيم وأناشيد روحية، 24 - إنعاش الضمير في ترانيم الصغير، 25 - المدرسة الإكليريكية بين الماضي والحاضر، 26 - الصخرة الأرثـوذكسية، 27 - روح التضرُّعات والخولاجي المقدس، 28 - الوسائل العملية للإصلاحـات القبطية، 29 - حياة القديسَين أنطونيوس وبـولا، 30 - برلام ويواصف، 31 - 47 مجلَّدات مجلة الكرمة.
ولإتقانه قرض الشِعر، وضع 3 كتب تراتيل حسب عقيدة الكنيسة الأرثوذكسية، كما اهتم بترجمة الأربع البشائر إلى القبطية.
في يوم الخميس الموافق 20 يونيو 2013م، اجتمع المجمع المقدس للكنيسة القبطية الأرثوذكسية برئاسة قداسة البابا الانبا تواضروس الثاني ، وتم إعلان قدسية الارشيدياكون حبيب جرجس، وذلك بعد مرور 62 عاماً على وفاته، وبناء على هذا القرار يمكن بناء الكنائس على اسمه، بالإضافة إلى إمكانية ذكره في مجمع القديسين الموجود في كلا من الخولاجى المقدس (كتاب صلوات القداس الالهى) والابصلمودية المقدسة (كتاب التسبحة)

## حبيب جرجس في الأعمال الفنية
تناولت شخصية الأرشدياكون حبيب جرجس بعدد من المسلسلات منها:
- مسلسل الأرشدياكون حبيب جرجس إنتاج 1995 عن قصة حياته، وقام بدور الأرشدياكون حبيب جرجس الفنان راغب علامة الذي ظهر كضيف شرف في هذا المسلسل.[بحاجة لمصدر]

## مواضيع مرتبطة
- كنيسة قبطية أرثوذكسية
- مدرسة الإسكندرية